# Albert Productions
Albert Productions er et australsk pladeselskab grundlagt i 1964 af Ted Albert.

## Artister
- AC/DC
- Billy Thorpe & The Aztecs
- Breed 77
- Dallas Crane
- George Young
- Graham Lowndes
- Happylife
- Harry Vanda
- Aleesha Rome
- John Paul Young
- Oblivia
- Stevie Wright
- The Answer
- The Easybeats
- The Marcus Hook Roll Band
- The Missing Links
- The Throb